# Giuseppe Saverio Gargano
Giuseppe Saverio Gargano (Napoli, 11 aprile 1859 – Firenze, 30 novembre 1930) è stato un critico letterario italiano.

## Biografia
In tenera età con i genitori napoletani si trasferì a La Spezia, dove da privatista compì gli studi ginnasiali e liceali. Nel 1882 ebbe la buona sorte di conoscere Severino Ferrari, allora giovane docente e poi preside del liceo classico di La Spezia. Apprezzando il talento e la buona volontà di Gargano, il futuro poeta e critico letterario lo segnalò per una borsa di studio presso l'Istituto di studi superiori di Firenze. Nel 1883 Gargano si trasferì appunto nel capoluogo toscano e fu allievo, tra gli altri, di Adolfo Bartoli e Pio Rajna, ma interruppe quegli studi senza aver conseguito la laurea.
Preferì, infatti, dedicarsi subito e con grande entusiasmo alla critica letteraria battagliera, oltre che alla produzione poetica. Pubblicò alcune poesie nella rivista La Battaglia bizantina, entrando così a far parte di un gruppo di giovani letterati che cercavano di aprirsi ai nuovi orizzonti letterari europei, senza peraltro abbandonare le linee guida del metodo storico.
Dal 1889 al 1891, ebbe modo di definire meglio e di portare avanti questo progetto, allorché divenne attivissimo direttore della nuova rivista letteraria Vita nuova . Tra i collaboratori di questo periodico, oltre alla firma del suo vecchio amico Severino Ferrari, apparvero quelle di scrittori e poeti ancora giovani ma già straordinari, come Giovanni Pascoli e Luigi Pirandello. Dopo aver pubblicato sulla rivista alcune sue poesie di sapore decadente, Gargano s'impegnò a fondo come critico militante e concentrò decisamente l'attenzione del periodico sulla necessità di aprirsi alle novità della letteratura e dell'estetismo decadente europeo, soffermandosi anche sulla pittura impressionista. Tra i rappresentanti italiani della nuova corrente letteraria, valorizzò i nuovi contributi di Gabriele D'Annunzio e giudicò Il piacere come "il più significativo contributo italiano alla definizione dell'estetismo decadente europeo".
Ancora a Firenze, nel 1892 ottenne un incarico d'insegnamento al ginnasio inferiore del liceo "Michelangelo", impegno didattico che mantenne per quasi quarant'anni. Intanto portava avanti sempre più intense le sue battaglie critiche, prima sulle pagine della Nazione letteraria, per il breve periodo di vita di questo supplemento del quotidiano La Nazione (dall'aprile al dicembre del 1883), poi sul Marzocco, il nuovo periodico al quale avrebbe dedicato tutte le sue energie per oltre trent'anni. Egli fu tra i fondatori di questa rivista e la diresse per il primo anno con la particolare collaborazione di D'Annunzio, proseguendo poi il suo straordinario impegno come redattore.
Negli ultimi anni si concentrò soprattutto sulle opere di Shakespeare e sulla Scapigliatura italiana. Notevole anche la sua attività di traduttore che egli svolse fino alla morte, avvenuta a Firenze all'età di settantuno anni.

## Opere

### Saggi
- Scapigliatura italiana a Londra sotto Elisabetta e Giacomo I, Firenze, L. Battistelli, 1923 (poi La Nuova Italia, 1928).

### Edizioni (traduzioni, introduzioni, commenti)
- Poesie minori, di J. Milton, Firenze, Le Monnier, 1923.
- Sentimental journey, di L. Sterne, Firenze, Le Monnier, 1924.
- Macbeth, di Shakespeare, Firenze, Le Monnier, 1929.
- Il Mercante di Venezia, di Shakespeare, Firenze, Sansoni, 1929.
- A piacer vostro, di Shakespeare, Firenze, Sansoni, 1929.
- La Tempesta, di Shakespeare, Firenze, Sansoni (pubblicazione postuma), 1933.